# Konstnärscentrum
Konstnärscentrum är en svensk rikstäckande centrumbildning med ändamål att tillvarata yrkesverksamma konstnärers arbetsmarknadsintressen. Konstnärscentrum kopplar ihop konstnärer med beställare av konst.
Organisationen är uppdelad i fem regioner: Nord, Syd, Öst, Väst och Mitt, alla regionerna är fristående ideella föreningar med samma mål och stadgar. Konstnärscentrum har en huvudstyrelse bestående av representanter från de fem olika regionstyrelserna. 
Konstnärscentrum grundades av KRO (Konstnärernas Riksorganisation) 1969 som konstnärernas egen uppdragsförmedling. Sedan 1990 är centrumbildningen helt fristående från moderorganisationen.  
Målsättningen är att öka möjligheterna att se, möta och uppleva konst, samt att stärka och synliggöra konsten och konstnärernas roll i samhället. Organisationen erbjuder konstnärlig spetskompetens inom offentliga gestaltningsfrågor och förmedlingsarbete. Alla medlemmar är professionella konstnärer, för att bli antagen som medlem krävs universitetsexamen i fri konst. Förmedling av uppdrag sker inom offentlig gestaltning och genom att konstnärliga projekt kommer till skolor, bibliotek och vården. 